# Aleksandra Król-Walas
Aleksandra Król-Walas (* 20. November 1990 in Zakopane als Aleksandra Król) ist eine polnische Snowboarderin. Sie startet in den Paralleldisziplinen.

## Werdegang
Król-Walas startete im Januar 2006 in Vratna erstmals im Europacup und belegte dabei die Plätze 49 und 38 im Parallel-Riesenslalom. Im Februar 2006 wurde sie in Ustron polnische Meisterin im Snowboardcross. Beim Europäischen Olympischen Winter-Jugendfestival 2007 in Jaca errang sie den 33. Platz im Parallel-Riesenslalom. Bei den Snowboard-Juniorenweltmeisterschaften 2008 in Chiesa in Valmalenco fuhr sie auf den 30. Platz im Snowboardcross, auf den 24. Rang im Parallelslalom und auf den 23. Platz im Parallel-Riesenslalom. Zu Beginn der Saison 2008/09 absolvierte sie in Limone Piemonte ihren ersten Weltcup, den sie auf dem 39. Platz im Parallel-Riesenslalom beendete. Im weiteren Saisonverlauf belegte sie bei den Snowboard-Weltmeisterschaften 2009 in Gangwon den 41. Platz im Parallel-Riesenslalom und den 34. Rang im Parallelslalom und bei den Snowboard-Juniorenweltmeisterschaften 2009 in Nagano den 31. Platz im Snowboardcross, den 14. Rang im Parallel-Riesenslalom und den 13. Platz im Parallelslalom. In der Saison 2009/10 erreichte sie mit acht Top-Zehn-Platzierungen, darunter Platz zwei im Parallel-Riesenslalom in Isola 2000 den sechsten Platz und in der Saison 2010/11 mit zehn Top-Zehn-Platzierungen, darunter Platz drei im Parallel-Riesenslalom in Valberg den fünften Rang in der Gesamtwertung des Europacups. Bei den Snowboard-Juniorenweltmeisterschaften 2010 in Cardrona errang sie den 11. Platz im Parallel-Riesenslalom und den achten Platz im Parallelslalom und bei den Snowboard-Weltmeisterschaften 2011 in La Molina den 39. Platz im Parallelslalom und den 24. Rang im Parallel-Riesenslalom. Anfang Februar 2011 wurde sie bei der Winter-Universiade in Erzurum Vierte im Parallel-Riesenslalom.
In der Saison 2012/13 erreichte Król-Walas in Moskau mit dem zweiten Platz im Parallelslalom ihre erste Top-Zehn und Podestplatzierung im Weltcup. Beim Saisonhöhepunkt, den Snowboard-Weltmeisterschaften 2013 in Stoneham, fuhr sie auf den 29. Platz im Parallelslalom und auf den 26. Rang im Parallel-Riesenslalom. In der folgenden Saison kam sie bei der Winter-Universiade 2013 in Monte Bondone auf den 17. Platz im Parallel-Riesenslalom und bei ihrer ersten Olympiateilnahme in Sotschi auf den 30. Platz im Parallelslalom und auf den neunten Rang im Parallel-Riesenslalom. Im folgenden Jahr belegte sie bei den Weltmeisterschaften am Kreischberg den 26. Platz im Parallel-Riesenslalom und den 20. Rang im Parallelslalom und bei der Winter-Universiade in Sierra Nevada den siebten Platz im Parallel-Riesenslalom. Nach Platz vier im Parallelslalom beim Weltcup in Cortina d’Ampezzo zu Beginn der Saison 2016/17, holte sie bei der Winter-Universiade 2017 in Almaty die Goldmedaille im Parallel-Riesenslalom. Beim Saisonhöhepunkt, den Snowboard-Weltmeisterschaften 2017 in Sierra Nevada fuhr sie auf den 20. Platz im Parallel-Riesenslalom und auf den achten Rang im Parallelslalom. Die Saison beendete sie auf dem 11. Platz im Parallelslalom-Weltcup. Auch in der folgenden Saison kam sie auf den 11. Platz im Parallelslalom-Weltcup. Bei den Olympischen Winterspielen 2018 in Pyeongchang errang sie den 11. Platz im Parallel-Riesenslalom. Im März 2018 wurde sie in Suche polnische Meisterin im Parallelslalom.
In der Saison 2018/19 erreichte Król-Walas mit fünf Top-Zehn-Ergebnissen, darunter Platz zwei im Parallelslalom in Bad Gastein den 11. Platz im Parallelweltcup, den zehnten Rang im Parallel-Riesenslalom-Weltcup und den achten Platz im Parallelslalom-Weltcup. Bei den Snowboard-Weltmeisterschaften 2019 in Park City belegte sie den 14. Platz im Parallel-Riesenslalom und den achten Rang im Parallelslalom. Im März 2019 siegte sie bei den polnischen Meisterschaften in Bialka Tatrzanska im Parallelslalom und im Parallel-Riesenslalom. In der folgenden Saison errang sie im Europacup mit zwei ersten Plätzen und je einen zweiten und dritten Platz, jeweils den zweiten Platz in der Parallelwertung, Parallelslalom-Wertung und Parallel-Riesenslalom-Wertung, In der Saison 2020/21 wurde sie im Parallelslalom sowie im Parallel-Riesenslalom polnische Meisterin und belegte bei den Snowboard-Weltmeisterschaften 2021 in Rogla den 22. Platz im Parallelslalom sowie den 14. Rang im Parallel-Riesenslalom. Nach Platz 19 in Bannoye zu Beginn der Saison 2021/22 siegte sie bei den polnischen Meisterschaften zweifach und holte im Parallel-Riesenslalom in Simonhöhe ihren ersten Weltcupsieg. Sie erreichte damit den 11. Platz im Parallel-Weltcup. Beim Saisonhöhepunkt, den Olympischen Winterspielen 2022 in Peking, errang sie den achten Platz im Parallel-Riesenslalom.
Król-Walas nahm bisher an 111 Weltcups teil und kam dabei 14-mal unter den ersten Zehn (Stand: Saisonende 2021/22).

## Teilnahmen an Weltmeisterschaften und Olympischen Winterspielen

### Olympische Spiele
- 2014 Sotschi: 9. Platz Parallel-Riesenslalom, 30. Platz Parallelslalom
- 2018 Pyeongchang: 11. Platz Parallel-Riesenslalom
- 2022 Peking: 8. Platz Parallel-Riesenslalom

### Weltmeisterschaften
- 2009 Gangwon: 34. Platz Parallelslalom, 41. Platz Parallel-Riesenslalom
- 2011 La Molina: 24. Platz Parallel-Riesenslalom, 39. Platz Parallelslalom
- 2013 Stoneham: 26. Platz Parallel-Riesenslalom, 29. Platz Parallelslalom
- 2015 Kreischberg: 20. Platz Parallelslalom, 26. Platz Parallel-Riesenslalom
- 2017 Sierra Nevada: 8. Platz Parallelslalom, 20. Platz Parallel-Riesenslalom
- 2019 Park City: 8. Platz Parallelslalom, 14. Platz Parallel-Riesenslalom
- 2021 Rogla: 14. Platz Parallel-Riesenslalom, 22. Platz Parallelslalom
- 2023 Bakuriani: 3. Platz Parallel-Riesenslalom, 8. Platz Parallelslalom Team, 12. Platz Parallelslalom
- 2025 Engadin: 3. Platz Parallel-Riesenslalom, 4. Platz Parallelslalom, 21. Platz Parallel-Team

## Weltcupsiege und Weltcup-Gesamtplatzierungen

### Weltcupsiege
| Nr. | Datum           | Ort       | Disziplin             |
| --- | --------------- | --------- | --------------------- |
| 1.  | 14. Januar 2022 | Simonhöhe | Parallel-Riesenslalom |
| 2.  | 11. Januar 2025 | Scuol     | Parallel-Riesenslalom |

### Weltcup-Gesamtplatzierungen
| Saison  | Parallel | Parallel | Parallel-Riesenslalom | Parallel-Riesenslalom | Parallelslalom | Parallelslalom |
| Saison  | Punkte   | Platz    | Punkte                | Platz                 | Punkte         | Platz          |
| ------- | -------- | -------- | --------------------- | --------------------- | -------------- | -------------- |
| 2008/09 | 88       | 47.      | -                     | -                     | -              | -              |
| 2009/10 | 42       | 58.      | -                     | -                     | -              | -              |
| 2010/11 | 170      | 38.      | -                     | -                     | -              | -              |
| 2011/12 | 358      | 37.      | –                     | –                     | –              | –              |
| 2012/13 | 1125     | 19.      | 298                   | 29.                   | 845            | 11.            |
| 2013/14 | 347      | 30.      | 107                   | 34.                   | 240            | 27.            |
| 2014/15 | 455      | 33.      | 154                   | 36.                   | 301            | 30.            |
| 2015/16 | 755      | 22.      | 540                   | 14.                   | 215            | 28.            |
| 2016/17 | 1180     | 20.      | 400                   | 28.                   | 780            | 11.            |
| 2017/18 | 1262     | 23.      | 612                   | 27.                   | 650            | 11.            |
| 2018/19 | 3050     | 11.      | 1740                  | 10.                   | 1310           | 8.             |
| 2019/20 | 1482     | 19.      | 842                   | 22.                   | 640            | 13.            |
| 2020/21 | 94       | 24.      | 69                    | 19.                   | 25             | 27.            |
| 2021/22 | 253      | 11.      | 191                   | 11.                   | 62             | 17.            |
| 2022/23 | 377      | 7.       | 257                   | 4.                    | 120            | 12.            |
| 2024/25 | 639      | 6.       | 561                   | 4.                    | 78             | 14.            |